# 미즈하라촌 (후쿠시마현)
미즈하라촌(水原村)은 후쿠시마현 시노부군에 있던 촌이다. 현재의 후쿠시마시에 해당한다.

## 역사
- 1889년 4월 1일 - 정촌제 시행에 의해 미즈하라촌이 단독으로 자치체를 형성하였다.
- 1955년 3월 20일 - 마쓰가와정, 가나야가와촌과 합병해, 새로운 마쓰가와정이 성립하여, 동일 미즈하라촌이 폐지되었다.
- 1966년 6월 1일 - 마쓰가와정이 후쿠시마시에 편입되었다.

## 교통

### 도로
현재는 도호쿠 자동차도가 지나가지만 당시엔 미개통이였다.

## 참고문헌
- 角川日本地名大辞典 7 福島県